# Psylliodes yalvacensis
Psylliodes yalvacensis là một loài bọ cánh cứng trong họ Chrysomelidae. Loài này được Gok miêu tả khoa học năm 2005.